# Michael Tinsley
Michael Tinsley (ur. 21 kwietnia 1984) – amerykański lekkoatleta specjalizujący się w biegu na 400 metrów przez płotki.
W 2012 został w Londynie wicemistrzem olimpijskim. Rok później sięgnął po srebro mistrzostw świata w Moskwie.
Medalista mistrzostw Stanów Zjednoczonych. 
Rekord życiowy: 47,70 (15 sierpnia 2013, Moskwa).

## Osiągnięcia
| Rok  | Impreza                   | Miejsce        | Konkurencja                     | Lokata     | Wynik |
| ---- | ------------------------- | -------------- | ------------------------------- | ---------- | ----- |
| 2012 | Igrzyska olimpijskie      | Londyn         | bieg na 400 metrów przez płotki | 2. miejsce | 47,91 |
| 2013 | Mistrzostwa świata        | Moskwa         | bieg na 400 metrów przez płotki | 2. miejsce | 47,70 |
| 2014 | Puchar interkontynentalny | Marrakesz      | bieg na 400 metrów przez płotki | 7. miejsce | 52,25 |
| 2015 | Mistrzostwa świata        | Pekin          | bieg na 400 metrów przez płotki | 8. miejsce | 50,02 |
| 2016 | Igrzyska olimpijskie      | Rio de Janeiro | bieg na 400 metrów przez płotki | eliminacje | 50,18 |